# Aldea del Fresno
Aldea del Fresno é um município da Espanha
na província e comunidade autónoma de Madrid, de área 51,90 km² com população de 1889 habitantes (2004) e densidade populacional de 36,40 hab/km².

## Demografia
| Variação demográfica do município entre 1991 e 2004 | Variação demográfica do município entre 1991 e 2004 | Variação demográfica do município entre 1991 e 2004 | Variação demográfica do município entre 1991 e 2004 |
| --------------------------------------------------- | --------------------------------------------------- | --------------------------------------------------- | --------------------------------------------------- |
| 1991                                                | 1996                                                | 2001                                                | 2004                                                |
| 1140                                                | 1236                                                | 1538                                                | 1889                                                |